# Pieśń strzyg
Pieśń strzyg (tytuł oryginału: Le Chant des Stryges) – francuska seria komiksowa autorstwa Érica Corbeyrana (scenariusz) i Richarda Guérineau (rysunki), publikowana od 1997 przez wydawnictwo Delcourt. Po polsku ukazało się pięć pierwszych tomów nakładem wydawnictwa Egmont Polska. Wątki poboczne Pieśni strzyg zostały rozwinięte w czterech niezależnych cyklach: Le Maître de jeu (pol. Mistrz gry), Le Clan des Chymères (pol. Klan chimer), Les Hydres d'Arès (pol. Hydry Aresa) i Le Siècle des Ombres (pol. Wiek cieni), niewydanych dotąd w Polsce.

## Fabuła
W trakcie otwarcia nowego kompleksu militarnego na pustyni Mojave dochodzi do zamachu na prezydenta USA. To początek serii tajemniczych zbrodni, których wyjaśnieniem zajmuje się agent z ochrony prezydenta. Natrafia na tajną organizację, której macki sięgają samych szczytów władzy. W jego walce wspomaga go Cień, zawodowa zabójczyni. Rozpracowanie organizacji nie będzie łatwym zadaniem, gdyż spiskowcy wykorzystują istoty nie z tej Ziemi: strzygi.

## Tomy
| Tom           | Tytuł i rok wydania polskiego | Tytuł i rok wydania oryginalnego |
| Cykl pierwszy | Cykl pierwszy                 | Cykl pierwszy                    |
| ------------- | ----------------------------- | -------------------------------- |
| 1             | Cienie (2002)                 | Ombres (1997)                    |
| 2             | Pułapki (2003)                | Pieges (1998)                    |
| 3             | Wpływy (2003)                 | Emprises (1999)                  |
| 4             | Doświadczenia (2003)          | Experiences (2000)               |
| 5             | Ślady (2004)                  | Vestiges (2001)                  |
| 6             |                               | Existences (2002)                |
| Cykl drugi    |                               |                                  |
| 7             |                               | Rencontres (2003)                |
| 8             |                               | Défis (2004)                     |
| 9             |                               | Révelations (2005)               |
| 10            |                               | Manipulations (2006)             |
| 11            |                               | Cellules (2007)                  |
| 12            |                               | Chutes (2008)                    |
| Cykl trzeci   |                               |                                  |
| 13            |                               | Pouvoirs (2010)                  |
| 14            |                               | Enlèvements (2011)               |
| 15            |                               | Hybrides (2013)                  |
| 16            |                               | Exécutions (2014)                |
| 17            |                               | Réalités (2016)                  |
| 18            |                               | Mythes (2018)                    |